# Felsritzungen von Godegården

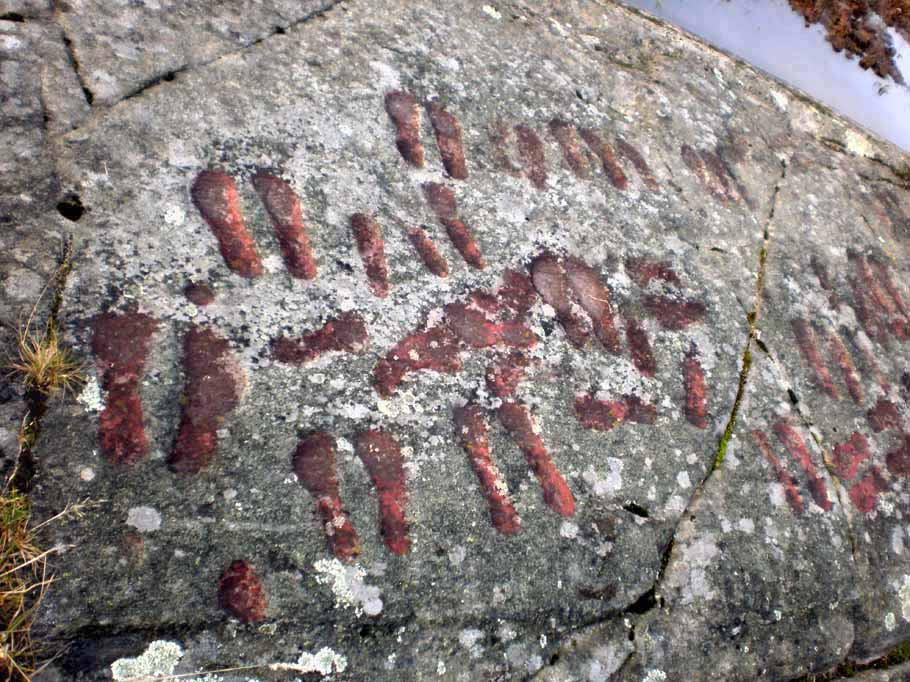
Felsritzungen von Godegården –

Die bronzezeitlichen Felsritzungen von Godegården (schwedisch Godegårdens hällristningar) liegen auf einem eingezäunten Felsaufschluss von etwa 15,0 × 5,0 Metern, direkt neben der Straße E 20, zwischen Fåglum und Södra Härene in Västergötland in Schweden.
Die Mitte des 19. Jahrhunderts entdeckten Petroglyphen von Fußsohlen aller Größen wurden vor etwa 3000 Jahren während der jüngeren Steinzeit oder der Bronzezeit in den Fels geschlagen. Es sind etwa 90 Bilder, davon 26 Sohlenpaare, 30 Einzelsohlen und 28 Schälchen zu erkennen.
In den 1870er Jahren wurde der Felsen mit Erde bedeckt, um ihn in das umgebende Ackerland zu integrieren. Er wurde 1911 wieder ausgegraben und dokumentiert. 1993 war er mit Moos und Flechten bewachsen. 1996 und 2008 wurde er gereinigt und neu bemalt. Ob die Felsritzungen ursprünglich ausgemalt wurden, weiß man nicht. Der Grund, sie heute auszumalen, besteht darin, sie leichter zu erkennen.
In der Nähe liegt die Steinkiste von Södra Härene und das Gräberfeld von Lundskullen.